# Rachel Kempson
Rachel Kempson (Dartmouth, Devon, 28 de maio de 1910 — Nova Iorque, 24 de maio de 2003) foi uma atriz britânica nascida na Inglaterra.

## Biografia
Estudou arte dramática na Royal Academy of Dramatic Art, antes de ingressar na Royal Shakespeare Company. 
Foi casada com o ator Michael Redgrave de 1935 a 1985, com quem teve duas filhas e um filho: Vanessa Redgrave, Lynn Redgrave e Corin Redgrave.
É avó dos atores Natasha Richardson, Joely Richardson, Carlo Gabriel Nero e Jemma Redgrave.
Morreu quatro dias antes de completar 93 anos, de AVC, em casa da sua neta, Natasha Richardson, em Millbrook, Nova Iorque. Encontra-se sepultada em Saint Peter's Episcopal Cemetery, Lithgow, Condado de Dutchess, Nova Iorque nos Estados Unidos.

## Filmografia
| Ano  | Título                          | Papel                   | Notas         |
| ---- | ------------------------------- | ----------------------- | ------------- |
| 1941 | Jeannie                         | Maggie, irmã de Jeannie |               |
| 1946 | The Captive Heart               | Celia Mitchell          |               |
| 1948 | A Woman's Vengeance             | Emily Maurier           |               |
| 1954 | The Sea Shall Not Have Them     | Mrs. Waltby             |               |
| 1963 | Tom Jones                       | Bridget Allworthy       |               |
| 1964 | The Third Secret                | Mildred Hoving          |               |
| 1965 | Curse of the Fly                | Madame Fournier         |               |
| 1966 | Georgy Girl                     | Ellen Leamington        |               |
| 1966 | Grand Prix                      | Mrs. Stoddard           |               |
| 1967 | The Jokers                      | Mrs. Tremayne           |               |
| 1968 | The Charge of the Light Brigade | Mrs. Codrington         |               |
| 1969 | A Touch of Love                 | Sister Henry            |               |
| 1969 | Two Gentlemen Sharing           | Mrs. Ashby-Kydd         |               |
| 1969 | The Virgin Soldiers             | Mrs. Raskin             |               |
| 1970 | Jane Eyre                       | Mrs. Fairfax            |               |
| 1980 | Little Lord Fauntleroy          | Lady Lorradaile         |               |
| 1984 | Camille                         | Hortense                | Filme para TV |
| 1984 | The Jewel in the Crown          | Lady Ethel Manners      | Filme para TV |
| 1985 | Out of Africa                   | Lady Belfield           |               |
| 1988 | Stealing Heaven                 | Prioresa                |               |
| 1991 | Uncle Vanya                     | Prioresa                |               |
| 1997 | Déjà Vu                         | Mãe de skelly           |               |